# Tombeau des géants en Ogliastra
Les tombeaux des géants de la province d'Ogliastra désignent un type de monument funéraire mégalithique appartenant à la culture nuragique (1600 - 238 av. J.-C.). On recense plus de 800 tombes des géants dans toute la Sardaigne, en Italie. La signification des "tombes de géants" a été établie par les historiens de cette période et ils sont particulièrement nombreux dans la province d'Ogliastra.

## Signification des «tombes de géants»
L'origine de ce mot s'explique potentiellement par la taille imposante de ce type de monument, que par la tradition  homérique. Dans L'Odyssée, Ulysse accoste sur l'île des Lestrygons, un peuple de géants anthropophages, dont le roi se nomme Antiphatès. Il est probable que le royaume des Lestrygons corresponde à la Sardaigne et à la Corse et que le récit retranscrive un conflit réel entre les marins grecs et les autochtones, soit à l'époque mycénienne, soit à l'époque historique, les Eubéens ayant atteint les côtes sardes au Xe siècle av. J.-C., époque où ils commerçaient avec les Tyrrhéniens.

## Architecture

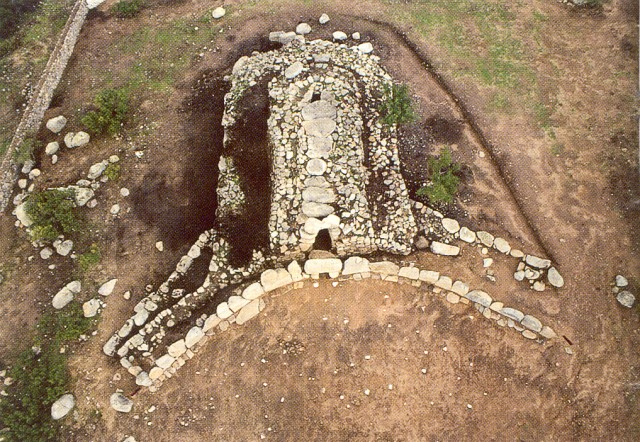
Tombeau des géants de Osono.

| Nom                                          | Comune                | Coordonnées                                 | Carte |
| -------------------------------------------- | --------------------- | ------------------------------------------- | ----- |
| Tombeau des géants de Orruinas               | Arzana                | 39°56′08″N 9°19′55″E / 39.93567°N 9.33201°E | Carte |
| Tombeau des géants de Fragori                | Bari Sardo            | 39°49′23″N 9°39′42″E / 39.82315°N 9.66165°E | Carte |
| Tombeau des géants de Ilixeddu               | Bari Sardo            | 39°48′51″N 9°37′29″E / 39.81419°N 9.62486°E | Carte |
| Tombeau des géants de Aniddai                | Baunei                | 40°05′15″N 9°40′49″E / 40.08755°N 9.68025°E | Carte |
| Tombeau des géants de Lattalai               | Baunei                | 40°06′43″N 9°34′45″E / 40.11185°N 9.57928°E | Carte |
| Tombeau des géants de Pedrusaccu             | Baunei                | 40°07′46″N 9°34′50″E / 40.12934°N 9.58067°E | Carte |
| Tombeau des géants de su Scusorgiu           | Baunei                | 40°04′35″N 9°40′08″E / 40.07651°N 9.66901°E | Carte |
| Tombeau des géants de sa Brocca              | Cardedu               | 39°46′16″N 9°37′45″E / 39.77108°N 9.62904°E | Carte |
| Tombeau des géants de Monte Forru            | Ilbono                | 39°52′09″N 9°37′09″E / 39.86903°N 9.61904°E | Carte |
| Tombeau des géants de Perda Carcina I        | Ilbono                | 39°52′16″N 9°36′46″E / 39.8711°N 9.61269°E  | Carte |
| Tombeau des géants de Perda Carcina II       | Ilbono                | 39°52′17″N 9°36′53″E / 39.87128°N 9.61464°E | Carte |
| Tombeau des géants de Texere                 | Ilbono                | 39°54′06″N 9°35′23″E / 39.90157°N 9.58964°E | Carte |
| Tombeau des géants de sa Canna               | Lanusei               | 39°36′45″N 9°38′19″E / 39.61237°N 9.63864°E | Carte |
| Tombeau des géants de Seleni I               | Lanusei               | 39°52′40″N 9°31′11″E / 39.8777°N 9.51971°E  | Carte |
| Tombeau des géants de Seleni II              | Lanusei               | 39°52′37″N 9°31′12″E / 39.87691°N 9.52008°E | Carte |
| Tombeau des géants de Fund'e Monti           | Lotzorai              | 39°58′50″N 9°38′13″E / 39.98064°N 9.63706°E | Carte |
| Tombeau des géants de Orzudeni               | Lotzorai              | 39°58′51″N 9°40′08″E / 39.98097°N 9.66891°E | Carte |
| tomba dei giganti di Bau 'e Tanca            | Talana                | 40°02′19″N 9°28′27″E / 40.0386°N 9.47405°E  | Carte |
| Tombeau des géants de Nercone I              | Talana                | 40°01′23″N 9°25′41″E / 40.02295°N 9.42813°E | Carte |
| Tombeau des géants de Nercone II             | Talana                | 40°01′21″N 9°25′40″E / 40.0225°N 9.42779°E  | Carte |
| Tombeau des géants de s'Urgu                 | Talana                | 40°00′24″N 9°25′46″E / 40.00657°N 9.42948°E | Carte |
| Tombeau des géants de Alerru                 | Tertenia              | 39°40′41″N 9°39′23″E / 39.67813°N 9.65649°E | Carte |
| Tombeau des géants de Anastasi I             | Tertenia              | 39°39′54″N 9°38′13″E / 39.66498°N 9.63701°E | Carte |
| Tombeau des géants de Anastasi II            | Tertenia              | 39°39′55″N 9°38′05″E / 39.66536°N 9.63474°E | Carte |
| Tombeau des géants de Baccu s'Ortu I         | Tertenia              | 39°38′14″N 9°34′51″E / 39.6371°N 9.58087°E  | Carte |
| Tombeau des géants de Baccu s'Ortu II        | Tertenia              | 39°38′09″N 9°34′53″E / 39.63579°N 9.5813°E  | Carte |
| Tombeau des géants de Barisoni               | Tertenia              | 39°38′48″N 9°38′30″E / 39.64666°N 9.64157°E | Carte |
| Tombeau des géants de Donulu                 | Tertenia              | 39°40′22″N 9°35′16″E / 39.67277°N 9.5878°E  | Carte |
| Tombeau des géants de Erbeis I               | Tertenia              | 39°40′43″N 9°38′55″E / 39.67867°N 9.64854°E | Carte |
| Tombeau des géants de Erbeis II              | Tertenia              | 39°41′03″N 9°38′50″E / 39.68412°N 9.64734°E | Carte |
| Tombeau des géants de Grutas I               | Tertenia              | 39°41′25″N 9°33′48″E / 39.69031°N 9.56347°E | Carte |
| Tombeau des géants de Grutas II              | Tertenia              | 39°41′29″N 9°33′42″E / 39.6915°N 9.5617°E   | Carte |
| Tombeau des géants de is Casadas             | Tertenia              | 39°40′08″N 9°32′40″E / 39.66877°N 9.54451°E | Carte |
| Tombeau des géants de is Serragus Lurdaus    | Tertenia              | 39°40′14″N 9°32′37″E / 39.67052°N 9.54366°E | Carte |
| Tombeau des géants de Magalau I              | Tertenia              | 39°40′15″N 9°34′40″E / 39.67094°N 9.57774°E | Carte |
| Tombeau des géants de Magalau II             | Tertenia              | 39°40′16″N 9°34′38″E / 39.67122°N 9.5771°E  | Carte |
| Tombeau des géants de Murcu                  | Tertenia              | 39°41′49″N 9°38′28″E / 39.69682°N 9.64119°E | Carte |
| Tombeau des géants de Murta Arbu             | Tertenia              | 39°40′16″N 9°35′22″E / 39.67113°N 9.58958°E | Carte |
| Tombeau des géants de Nurageddus             | Tertenia              | 39°39′36″N 9°38′11″E / 39.65988°N 9.63645°E | Carte |
| Tombeau des géants de Pardu 'e Sua I         | Tertenia              | 39°41′26″N 9°34′11″E / 39.69057°N 9.56971°E | Carte |
| Tombeau des géants de Pardu 'e Sua II        | Tertenia              | 39°41′27″N 9°34′16″E / 39.69085°N 9.57104°E | Carte |
| tomba dei giganti di Pardu 'e Sua III        | Tertenia              | 39°41′35″N 9°34′22″E / 39.69311°N 9.57279°E | Carte |
| Tombeau des géants de Pittiu I               | Tertenia              | 39°40′56″N 9°35′04″E / 39.68211°N 9.5845°E  | Carte |
| Tombeau des géants de Pittiu II              | Tertenia              | 39°41′07″N 9°35′08″E / 39.68523°N 9.58544°E | Carte |
| Tombeau des géants de sa Brecca              | Tertenia              | 39°42′11″N 9°37′39″E / 39.70317°N 9.62752°E | Carte |
| Tombeau des géants de sa Cannera             | Tertenia              | 39°39′42″N 9°36′58″E / 39.66172°N 9.61615°E | Carte |
| Tombeau des géants de San Nicola             | Tertenia              | 39°43′06″N 9°34′29″E / 39.7182°N 9.57485°E  | Carte |
| Tombeau des géants de s'Omu s'Orcu           | Tertenia              | 39°41′45″N 9°34′01″E / 39.69587°N 9.56684°E | Carte |
| Tombeau des géants de su Concali             | Tertenia              | 39°40′30″N 9°38′24″E / 39.67511°N 9.64013°E | Carte |
| Tombeau des géants de su Preti               | Tertenia              | 39°40′28″N 9°34′09″E / 39.67454°N 9.56927°E | Carte |
| Tombeau des géants de su Prettu              | Tertenia              | 39°39′19″N 9°38′13″E / 39.65516°N 9.637°E   | Carte |
| Tombeau des géants de is Murdegus            | Tortolì               | 39°56′05″N 9°39′16″E / 39.93465°N 9.65435°E | Carte |
| Tombeau des géants de Pala Niedda            | Tortolì               | 39°54′51″N 9°40′13″E / 39.91414°N 9.67027°E | Carte |
| Tombeau des géants de Perda Longa I          | Tortolì               | 39°53′20″N 9°39′13″E / 39.88883°N 9.65352°E | Carte |
| Tombeau des géants de Perda Longa II         | Tortolì               | 39°53′13″N 9°39′12″E / 39.88708°N 9.65336°E | Carte |
| Tombeau des géants de s'Ortali 'e su Monte   | Tortolì               | 39°54′40″N 9°40′06″E / 39.91112°N 9.66828°E | Carte |
| Tombeau des géants de Osono                  | Triei                 | 40°02′06″N 9°37′00″E / 40.0351°N 9.61658°E  | Carte |
| Tombeau des géants de San Giorgio            | Ulassai               | 39°36′27″N 9°32′07″E / 39.60755°N 9.53522°E | Carte |
| Tombeau des géants de Campu 'e sa Murta I    | Urzulei               | 40°04′42″N 9°31′00″E / 40.07828°N 9.51654°E | Carte |
| Tombeau des géants de Campu 'e sa Murta II   | Urzulei               | 40°04′39″N 9°31′10″E / 40.07746°N 9.51946°E | Carte |
| Tombeau des géants de Ghenna 'e Seminadorgiu | Urzulei               | 40°05′46″N 9°32′03″E / 40.09613°N 9.53407°E | Carte |
| Tombeau des géants de Mamuccone              | Urzulei               | 40°05′53″N 9°27′07″E / 40.09815°N 9.45202°E | Carte |
| Tombeau des géants de Prunareste             | Urzulei               | 40°07′59″N 9°31′25″E / 40.13302°N 9.52366°E | Carte |
| Tombeau des géants de sa Carcara I           | Urzulei               | 40°10′05″N 9°29′15″E / 40.16812°N 9.48739°E | Carte |
| Tombeau des géants de sa Carcara II          | Urzulei               | 40°10′04″N 9°29′13″E / 40.16788°N 9.48702°E | Carte |
| Tombeau des géants de s'Arena I              | Urzulei               | 40°06′28″N 9°26′39″E / 40.10783°N 9.44426°E | Carte |
| Tombeau des géants de s'Arena II             | Urzulei               | 40°06′27″N 9°26′40″E / 40.10752°N 9.4444°E  | Carte |
| Tombeau des géants de su Casiddu             | Urzulei               | 40°06′51″N 9°29′47″E / 40.11409°N 9.4965°E  | Carte |
| Tombeau des géants de Televai                | Urzulei               | 40°07′13″N 9°28′58″E / 40.12018°N 9.4827°E  | Carte |
| Tombeau des géants de Mela                   | Ussassai              | 39°49′31″N 9°25′21″E / 39.82518°N 9.42245°E | Carte |
| Tombeau des géants de Sanu I                 | Ussassai              | 39°49′02″N 9°28′02″E / 39.81729°N 9.46717°E | Carte |
| Tombeau des géants de Sanu II                | Ussassai              | 39°49′01″N 9°27′58″E / 39.81682°N 9.46614°E | Carte |
| Tombeau des géants de Serbissi I             | Ussassai              | 39°50′43″N 9°28′03″E / 39.84538°N 9.46757°E | Carte |
| Tombeau des géants de s'Omu 'e s'Orku        | Ussassai              | 39°48′58″N 9°22′53″E / 39.81608°N 9.38125°E | Carte |
| Tombeau des géants de Taccu Adda             | Ussassai              | 39°51′12″N 9°26′04″E / 39.85333°N 9.43446°E | Carte |
| Tombeau des géants de Campu de Pira Onni     | Villagrande Strisaili | 39°57′01″N 9°27′00″E / 39.9504°N 9.44998°E  | Carte |
| Tombeau des géants de Genna Ardeletti        | Villagrande Strisaili | 39°58′15″N 9°26′46″E / 39.97089°N 9.44617°E | Carte |
| Tombeau des géants de Lalzoracesus           | Villagrande Strisaili | 40°00′24″N 9°24′03″E / 40.00656°N 9.40095°E | Carte |
| Tombeau des géants de Pibinari               | Villagrande Strisaili | 40°04′30″N 9°22′37″E / 40.07513°N 9.37693°E | Carte |
| Tombeau des géants de sa Carcara             | Villagrande Strisaili | 40°00′09″N 9°23′31″E / 40.0025°N 9.39203°E  | Carte |
| Tombeau des géants de Santa Barbara          | Villagrande Strisaili | 39°56′37″N 9°29′49″E / 39.94361°N 9.49691°E | Carte |

## Entrées connexes
- Culture nuragique
- Nuraghe